# 僕以外の誰か
「僕以外の誰か」（ぼくいがいのだれか）は、日本の女性アイドルグループ・NMB48の楽曲。作詞は秋元康、作曲はCarlos K.とAkira Sunsetが担当した。2016年12月28日にNMB48の16作目のシングルとしてよしもとアール・アンド・シー（laugh out loud! records）から発売された。楽曲のセンターポジションは山本彩が務めた。

## 背景とリリース
前作「僕はいない」から約4か月ぶりのシングル。通常盤 Type-A・B・C・D、劇場盤の5形態で発売。
選抜メンバーは前作から4名増の20名で、植村梓、川上千尋、内木志、山本彩加の4名が初選抜となった。城恵理子は12thシングル「ドリアン少年」以来1年5か月ぶり、久代梨奈は11thシングル「Don't look back!」以来1年9か月ぶりの選抜復帰。前作「僕はいない」の選抜メンバーでは、2016年8月9日に卒業した渡辺美優紀と同年10月15日に卒業した岸野里香以外は継続して選抜入りしている。
2016年8月26日に神戸ワールド記念ホールで開催された『NMB48コンサート 2016 Summer〜いつまで山本彩に頼るのか?〜』において、コンサートのチケットが完売しなかった場合、次作シングルのセンターポジションは山本彩が務め、完売すれば山本彩以外のメンバーがセンターを務めるという企画が行われた。結果、221枚のチケットが残り、今作では山本彩がセンターを務めることとなった。
山本彩は楽曲について「ゴリゴリのダンスナンバーでアクロバティックな楽曲」「挑戦的な1曲」と発言している。また、NMB48の楽曲では初めてラップが使用された。
2016年11月29日放送の『日テレ系音楽の祭典 ベストアーティスト2016』（日本テレビ）で初披露された。

## アートワーク
| 通常盤 Type-A 表 | 植村梓・太田夢莉・渋谷凪咲・白間美瑠・須藤凜々花・矢倉楓子・山本彩加・山本彩 |
| 通常盤 Type-A 裏 | Team N                                                                       |
| 通常盤 Type-B 表 | 沖田彩華・上西恵・藤江れいな・薮下柊・山本彩・吉田朱里                       |
| 通常盤 Type-B 裏 | Team M                                                                       |
| 通常盤 Type-C 表 | 加藤夕夏・川上千尋・久代梨奈・城恵理子・谷川愛梨・内木志・村瀬紗英・山本彩   |
| 通常盤 Type-C 裏 | Team BII                                                                     |
| 通常盤 Type-D 表 | 山本彩                                                                       |
| 通常盤 Type-D 裏 | 木下百花 / 岩田桃夏・小嶋花梨・清水里香・林萌々香・本郷柚巴・溝川実来        |
| 劇場盤 表        | 山本彩加・山本彩                                                             |
| 劇場盤 裏        | 「僕以外の誰か」選抜メンバー                                                 |

## ミュージック・ビデオ
僕以外の誰か
ミュージック・ビデオ（MV）の内容は、山本彩が投げたマイクをメンバーたちが掴みに行くというもので、山本彩対19人という構成になっている。ダイナミックなダンスシーンが印象的な本作は、TAKAHIROこと上野隆博が振り付けを手掛け、ダンス撮影は2日間に及んだ。また、メンバーの日下このみが振り付けを担当したMVも制作された。監督は井上強が務めた。
2017年8月発売のアルバム『難波愛〜今、思うこと〜』の収録曲「まさかシンガポール」のMVは、本作の続編になっている。
Let it snow !
Team BIIの「Let it snow !」のMVでは、村瀬紗英の「ムラセンス」をフィーチャーしており、村瀬がメンバーをコーディネートしていく内容になっている。監督はスミスが担当した。
プライオリティー
木下百花のソロ曲「プライオリティー」は、木下自身が確立したイケメンキャラを前面に打ち出した作品となっている。木下がホスト“皇 輝音翔”（すめらぎ きねと）に扮し、女性をたぶらかす内容となっていて、女性とのキスやベッド（添い寝）シーンが描かれている。ダンスシーンではメンバーの林萌々香、本郷柚巴、岩田桃夏、小嶋花梨、清水里香、溝川実来がバックダンサーとして登場している。監督は「Let it snow !」と同じくスミスが担当した。
途中下車
上西恵の卒業ソングである「途中下車」のMVは元々制作されておらず、シングル付属のDVDに収録されていないが、YouTubeのNMB48公式チャンネルにおいて特別コンテンツとして公開された。経緯として、本曲のMVが制作されていないことに残念がる上西の発言に対し、東由樹が自身でのMVの撮影を提案したところ、特別コンテンツの制作が決定した。本作には東が撮影した映像も使用されている。上西の出身地である滋賀県にある近江鉄道の新八日市駅、河辺の森駅周辺および電車内で撮影された。

## シングル収録トラック

### 通常盤 Type-A
| 全作詞: 秋元康。 |                                  |           |                         |                         |      |
| #                | タイトル                         | 作詞      | 作曲                    | 編曲                    | 時間 |
| 1.               | 「僕以外の誰か」                 | 秋元康    | Carlos K.、Akira Sunset | Carlos K.、Akira Sunset | 3:54 |
| 2.               | 「途中下車」                     | 秋元康    | 川島有真                | 板垣祐介                | 5:26 |
| 3.               | 「孤独ギター」(Team N)           | 秋元康    | 山本彩                  | 野中“まさ”雄一          | 4:34 |
| 4.               | 「僕以外の誰か」(off vocal ver.) | 秋元康    |                         |                         | 3:53 |
| 5.               | 「途中下車」(off vocal ver.)     | 秋元康    |                         |                         | 5:26 |
| 6.               | 「孤独ギター」(off vocal ver.)   | 秋元康    |                         |                         | 4:33 |
| 合計時間:        | 合計時間:                        | 合計時間: | 合計時間:               | 27:46                   |      |

| #  | タイトル                                                                                       | 作詞 | 作曲・編曲 | 監督   |
| -- | ---------------------------------------------------------------------------------------------- | ---- | ---------- | ------ |
| 1. | 「僕以外の誰か」(ミュージックビデオ)                                                           |      |            | 井上強 |
| 2. | 「僕以外の誰か」(ミュージックビデオ ダンシングバージョン)                                      |      |            | 井上強 |
| 3. | 「僕以外の誰か」(ミュージックビデオ 日下このみダンシングバージョン)                            |      |            | 井上強 |
| 4. | 「孤独ギター」(ミュージックビデオ)                                                             |      |            | 直     |
| 5. | 「オーディオコメンタリー NMB48コンサート2016Summer〜いつまで山本彩に頼るのか? 前編」(特典映像) |      |            |        |

### 通常盤 Type-B
| #         | タイトル                         | 作詞      | 作曲      | 編曲      | 時間  |
| --------- | -------------------------------- | --------- | --------- | --------- | ----- |
| 1.        | 「僕以外の誰か」                 |           |           |           | 3:54  |
| 2.        | 「途中下車」                     |           |           |           | 5:26  |
| 3.        | 「恋は災難」(Team M)             | 秋元康    | 篤永猛彦  | 若田部誠  | 4:14  |
| 4.        | 「僕以外の誰か」(off vocal ver.) |           |           |           | 3:53  |
| 5.        | 「途中下車」(off vocal ver.)     |           |           |           | 5:26  |
| 6.        | 「恋は災難」(off vocal ver.)     |           |           |           | 4:15  |
| 合計時間: | 合計時間:                        | 合計時間: | 合計時間: | 合計時間: | 27:08 |

| #  | タイトル                                                                                       | 作詞 | 作曲・編曲 |
| -- | ---------------------------------------------------------------------------------------------- | ---- | ---------- |
| 1. | 「僕以外の誰か」(ミュージックビデオ)                                                           |      |            |
| 2. | 「僕以外の誰か」(ミュージックビデオ ダンシングバージョン)                                      |      |            |
| 3. | 「僕以外の誰か」(ミュージックビデオ 日下このみダンシングバージョン)                            |      |            |
| 4. | 「恋は災難」(ミュージックビデオ)                                                               |      |            |
| 5. | 「オーディオコメンタリー NMB48コンサート2016Summer〜いつまで山本彩に頼るのか? 後編」(特典映像) |      |            |

### 通常盤 Type-C
| #         | タイトル                          | 作詞      | 作曲      | 編曲           | 時間  |
| --------- | --------------------------------- | --------- | --------- | -------------- | ----- |
| 1.        | 「僕以外の誰か」                  |           |           |                | 3:54  |
| 2.        | 「途中下車」                      |           |           |                | 5:26  |
| 3.        | 「Let it snow !」(Team BII)       | 秋元康    | 田中明仁  | 野中“まさ”雄一 | 3:47  |
| 4.        | 「僕以外の誰か」(off vocal ver.)  |           |           |                | 3:53  |
| 5.        | 「途中下車」(off vocal ver.)      |           |           |                | 5:26  |
| 6.        | 「Let it snow !」(off vocal ver.) |           |           |                | 3:47  |
| 合計時間: | 合計時間:                         | 合計時間: | 合計時間: | 合計時間:      | 26:13 |

| #  | タイトル                                                            | 作詞 | 作曲・編曲 | 監督   |
| -- | ------------------------------------------------------------------- | ---- | ---------- | ------ |
| 1. | 「僕以外の誰か」(ミュージックビデオ)                                |      |            |        |
| 2. | 「僕以外の誰か」(ミュージックビデオ ダンシングバージョン)           |      |            |        |
| 3. | 「僕以外の誰か」(ミュージックビデオ 日下このみダンシングバージョン) |      |            |        |
| 4. | 「Let it snow !」(ミュージックビデオ)                               |      |            | スミス |
| 5. | 「僕以外の誰か」(メイキングビデオ（特典映像）)                      |      |            |        |

### 通常盤 Type-D
| #         | タイトル                             | 作詞      | 作曲・編曲   | 時間  |
| --------- | ------------------------------------ | --------- | ------------ | ----- |
| 1.        | 「僕以外の誰か」                     |           |              | 3:54  |
| 2.        | 「途中下車」                         |           |              | 5:26  |
| 3.        | 「プライオリティー」(木下百花)       | 秋元康    | ツキダタダシ | 4:26  |
| 4.        | 「僕以外の誰か」(off vocal ver.)     |           |              | 3:53  |
| 5.        | 「途中下車」(off vocal ver.)         |           |              | 5:26  |
| 6.        | 「プライオリティー」(off vocal ver.) |           |              | 4:26  |
| 合計時間: | 合計時間:                            | 合計時間: | 合計時間:    | 27:31 |

| #  | タイトル                                                            | 作詞 | 作曲・編曲 | 監督   |
| -- | ------------------------------------------------------------------- | ---- | ---------- | ------ |
| 1. | 「僕以外の誰か」(ミュージックビデオ)                                |      |            |        |
| 2. | 「僕以外の誰か」(ミュージックビデオ ダンシングバージョン)           |      |            |        |
| 3. | 「僕以外の誰か」(ミュージックビデオ 日下このみダンシングバージョン) |      |            |        |
| 4. | 「プライオリティー」(ミュージックビデオ)                            |      |            | スミス |
| 5. | 「木下百花 presents 百合劇場」(特典映像)                            |      |            |        |

### 劇場盤
| #         | タイトル                               | 作詞      | 作曲      | 編曲      | 時間  |
| --------- | -------------------------------------- | --------- | --------- | --------- | ----- |
| 1.        | 「僕以外の誰か」                       |           |           |           | 3:54  |
| 2.        | 「途中下車」                           |           |           |           | 5:26  |
| 3.        | 「太陽が坂道を昇る頃」(研究生)         | 秋元康    | 川島有真  | 佐々木裕  | 4:28  |
| 4.        | 「僕以外の誰か」(off vocal ver.)       |           |           |           | 3:53  |
| 5.        | 「途中下車」(off vocal ver.)           |           |           |           | 5:26  |
| 6.        | 「太陽が坂道を昇る頃」(off vocal ver.) |           |           |           | 4:28  |
| 合計時間: | 合計時間:                              | 合計時間: | 合計時間: | 合計時間: | 27:35 |

## 選抜メンバー
- 植村梓
- 太田夢莉
- 沖田彩華
- 加藤夕夏
- 川上千尋
- 久代梨奈
- 渋谷凪咲
- 城恵理子
- 上西恵
- 白間美瑠
- 須藤凜々花
- 谷川愛梨
- 内木志
- 藤江れいな
- 村瀬紗英
- 矢倉楓子
- 薮下柊
- 山本彩加
- 山本彩
- 吉田朱里